# Huelga de las mujeres islandesas de 1975
Se conoce como Huelga de las mujeres islandesas de 1975 al paro laboral que el 24 de octubre de 1975 realizaron las mujeres islandesas en todo el país para "demostrar el trabajo indispensable que hacían para la economía y la sociedad de Islandia" y para "protestar por las discrepancias salariales y las prácticas laborales injustas". Luego se publicitó a nivel nacional como Día Libre de la Mujer (Kvennafrídagurinn).
Las participantes, dirigidas por organizaciones de mujeres, no fueron a sus trabajos remunerados, no realizaron tareas domésticas, ni tampoco cuidaron de los hijos durante todo el día. El noventa por ciento de la población femenina de Islandia participó en la huelga. Un año más tarde ya estaba aprobada una ley por el parlamento de Islandia, que garantizaba la igualdad salarial.

## Historia
Las mujeres islandesas que trabajaban fuera del hogar antes de 1975 ganaban menos del sesenta por ciento de lo que ganaban los hombres.
Las Naciones Unidas anunciaron que en 1975 iba a ser el Año Internacional de la Mujer. Una representante de un grupo de mujeres, Redstockings, planteó la idea de una huelga como uno de los eventos en su honor. El comité decidió llamar a la huelga un "día libre" ya que pensó que este término era más agradable y sería más efectivo para involucrar a las masas. Además, algunas mujeres podrían haber sido despedidas por hacer huelga, pero no se les podía negar un día libre.
Las organizaciones de mujeres difunden la noticia del Día Libre en todo el país. Los organizadores del evento del Día Libre lograron que las estaciones de radio, la televisión y los periódicos publicasen historias sobre la discriminación basada en el género y los salarios más bajos para las mujeres. El evento atrajo atención internacional.

## Día libre de la mujer
El 24 de octubre de 1975, las mujeres islandesas no fueron a trabajar, no realizaron tareas domésticas ni cuidaron de los hijos. Participaron el 90% de las mujeres, incluidas mujeres de comunidades rurales. Las fábricas de pescado por ejemplo tuvieron que cerrarse temporalmente ya que muchos de los trabajadores de la fábrica eran mujeres.
Durante el Día Libre de la mujer, 25.000 personas de una población de 220.000 en Islandia se reunieron en el centro de Reikiavik, la capital de Islandia, para esta manifestación. En la manifestación, las mujeres escucharon a los oradores, cantaron y hablaron entre ellas sobre lo que se podría hacer para lograr la igualdad de género en Islandia. Hubo muchos oradores, incluyendo un ama de casa, dos miembros del parlamento, una representante del movimiento de mujeres y una trabajadora. El último discurso del día fue de Aðalheiður Bjarnfreðsdóttir, quien "representaba a Sókn, el sindicato de las mujeres peor pagadas de Islandia".
Trabajadores se prepararon para el día sin mujeres comprando dulces, lápices y papel para entretener a los niños que sus padres llevaron a trabajar. Como resultado, las salchichas, una comida popular, se agotaron en muchas tiendas ese día.

## Resultado
El Día Libre tuvo un impacto duradero y se conoció coloquialmente como "el viernes largo".
El parlamento de Islandia aprobó una ley que garantizaba la igualdad salarial al año siguiente. La huelga también allanó el camino para la elección de Vigdís Finnbogadóttir, la primera mujer presidenta elegida democráticamente en el mundo cinco años después, en 1980.
Cada diez años, en el aniversario del Día Libre, las mujeres dejan de trabajar antes de tiempo. En 1975, las huelguistas salían del trabajo a las 14:05 horas, y en 2005 lo hacían a las 14:08 horas, lo que refleja el avance de 30 años. Aumentando la frecuencia de las huelgas, en 2010 salían del trabajo a las 14:25 horas. y en 2016 a las 14:38, con muchas mujeres participando en el Viking Clap fuera del Althing.
El Lunes Negro de 2016 en Polonia se inspiró en la huelga islandesa de 1975.
La Huelga Internacional de Mujeres, una versión global inspirada en la huelga de Islandia, se extendió en 2017 y 2018.